# Лянглебен, Моисей Вольфович
Моисей Вольфович Лянглебен (1925, Климовичи, Белорусская ССР) — советский художник.
В 1942—1943 годах учился в Ленинградской художественной школе, в то время работавшей в эвакуации в Самарканде. В 1946—1952 годах учился в Московском художественном институте. В 1955 году был принят в Союз художников СССР.
В 1963—1964 годах в ходе пяти сеансов сделал ряд портретов Анны Ахматовой (пять портретных рисунков и три листа карандашных набросков в ходе последнего сеанса).
В 1991 году перебрался в Чикаго.
Произведения находятся в фондах Государственного Русского музея, Театрального музея имени А. А. Бахрушина, Государственного литературного музея, а также в Орловской, Пермской, Челябинской картинных галереях.
«Как художник Моисей Лянглебен предельно реален, объективен. И одновременно именно образным осмыслением, подтекстом он иногда очень удачно, как например, в „Портрете матери“ передает свое эмоциональное отношение к натуре, и это вызывает у нас, зрителей, чувство понимания и сопереживания» (В. В. Никифорович)